# 니울라키타섬

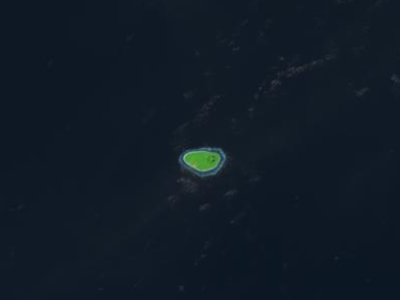

니울라키타섬(Niulakita)은 투발루 최남단에 위치한 섬으로, 면적은 0.4km2, 인구는 35명(2002년 기준)이다. 최고점은 4.6m로, 투발루에서 가장 높은 곳이기도 하다.
1944년 영국이 투발루의 인구 과밀화를 해소하기 위한 목적으로 구입했고 1949년 니우타오섬에서 이주한 주민들이 이 곳에 정착했다. 1949년까지만 해도 이 섬은 무인도로 남아 있었지만 사람이 살기 시작하면서 니우타오섬에서 분리되기에 이른다. 섬 안에는 4개 호수와 늪이 있으며 동서쪽으로 길쭉한 타원형을 하고 있다. 각 마을마다 마네아바(Maneaba)라고 부르는 마을 회관이 있다.